# Marat Mychaels
Marat Mychaels, né le 12 janvier 1972 à Kiev, est un auteur de comics.

## Biographie
Marat Mychaels, naît à Kiev en Ukraine le 12 janvier 1972 mais ses parents quittent l'URSS et s'installent aux États-Unis à Los Angeles. À l'âge de 13 ans Marat Mychaels rencontre Rob Liefeld, alors âgé de 16 ans et les deux adolescents deviennent amis. Mychaels commence à travailler comme vendeur dans un magasin de comics. Lorsque Liefeld a besoin d'un assistant sur les Nouveaux Mutants il appelle Marat Mychaels ; et quand il fonde son studio Extreme Studios et participe à la création d'Image Comics il l'emmène avec lui . C'est ainsi que Mychaels dessine plusieurs séries d'Extreme comme Brigade, Battlestone, ou Knightmare. Il travaille aussi pour Marvel Comics sur la série Shatterstar. Quoiqu'il soit resté l'ami de Liefeld, il vole ensuite de ses propres ailes et publie divers comics comme Blindside chez Contraband Comics ou s'autoédite (Do you Pooh ? en 2015).